# Ferrovia Baunatal-Bebra
La ferrovia Baunatal-Bebra (in tedesco: Bahnstrecke Bebra-Baunatal), già nota come Ferrovia del Nord Federico Guglielmo (in tedesco: Friedrich-Wilhelms-Nordbahn), è una linea dello stato federale dell'Assia, in Germania, attivata nel 1849, che connette Baunatal con Bebra e Gerstungen sul confine della Turingia ed anche Bad Karlshafen e Warburg al confine della Vestfalia. Fu una delle prime ferrovie dell'Assia-Kassel e dell'intera Germania.

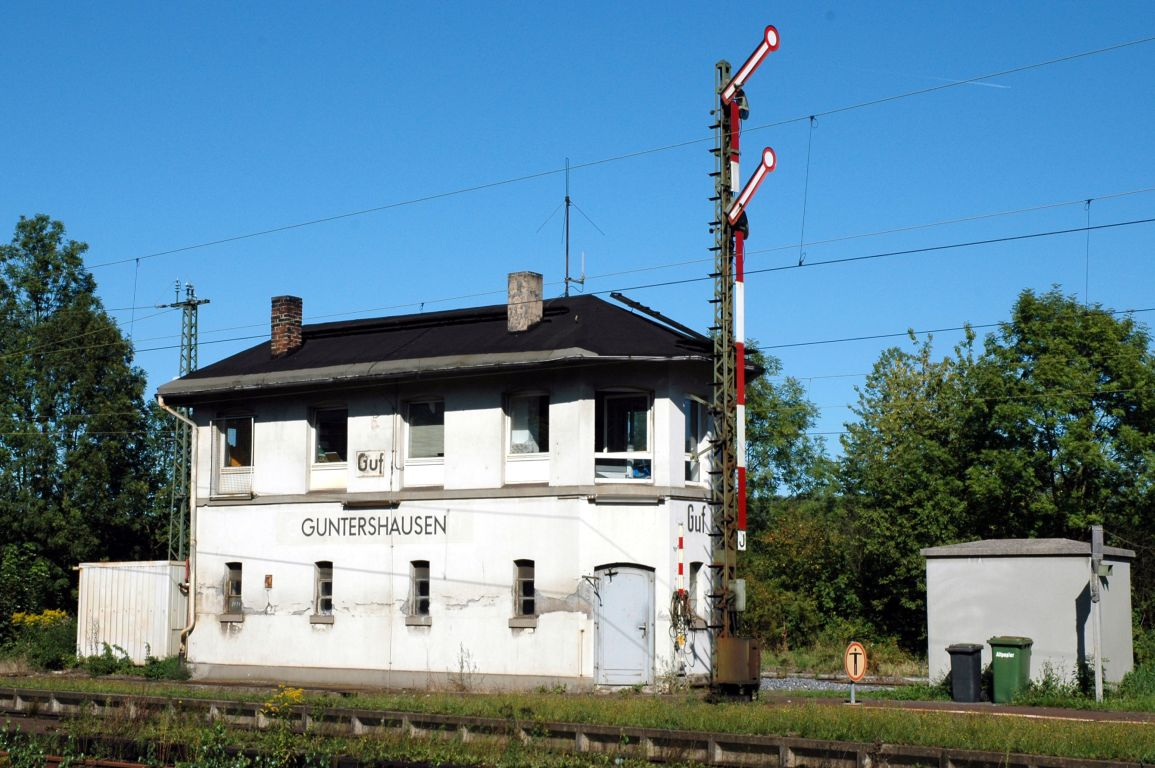
Stazione di Guntershausen

## Storia
La ferrovia venne costruita dalla Società Friedrich-Wilhelms-Nordbahn-Gesellschaft e intitolata a Federico Guglielmo, Elettore di Assia. Faceva parte del progetto ferroviario est-ovest per unire la Vestfalia e Halle. A Kassel era prevista la connessione con la ferrovia di Carl che correva a nord, la quale a sua volta si collegava in Hümme con la linea per Warburg e la Vestfalia. A Gerstungen essa connetteva la linea della Turingia. A Warburg infine si collegava alla Hamm–Warburg della Società Reale delle ferrovie della Vestfalia.
L'accordo tra gli stati di Sassonia-Weimar-Eisenach, Sassonia-Coburgo-Gotha, Prussia e Assia-Kassel venne negoziato a partire dal 1840 e un primo accordo venne raggiunto nel 1841. Nel 1844 la Compagnia della ferrovia del nord Federico Guglielmo ottenne le concessioni relative.
La linea venne battezzata Kurfürst-Friedrich-Wilhelms-Nordbahn nel 1853 dopo l'annessione dell'Assia-Kassel alla Prussia in seguito alla Guerra Austro-Prussiana; nel 1866 venne ribattezzata Hessische Nordbahn.

## Date di costruzione
- Bebra–Malsfeld–Guxhagen: 29 agosto 1848
- Gerstungen–Bebra: 25 settembre 1849
- Guxhagen–Baunatal: 25 settembre 1849

Il 1º luglio 1845 l'inizio dei lavori della linea venne celebrato in pompa magna. Il 29 dicembre 1849 venne interamente aperta al traffico.
Si connette alle linee esistenti a Gunterhausen e a Kassel. Tra Guntershausen e Bebra venne seguita la valle della Fulda.

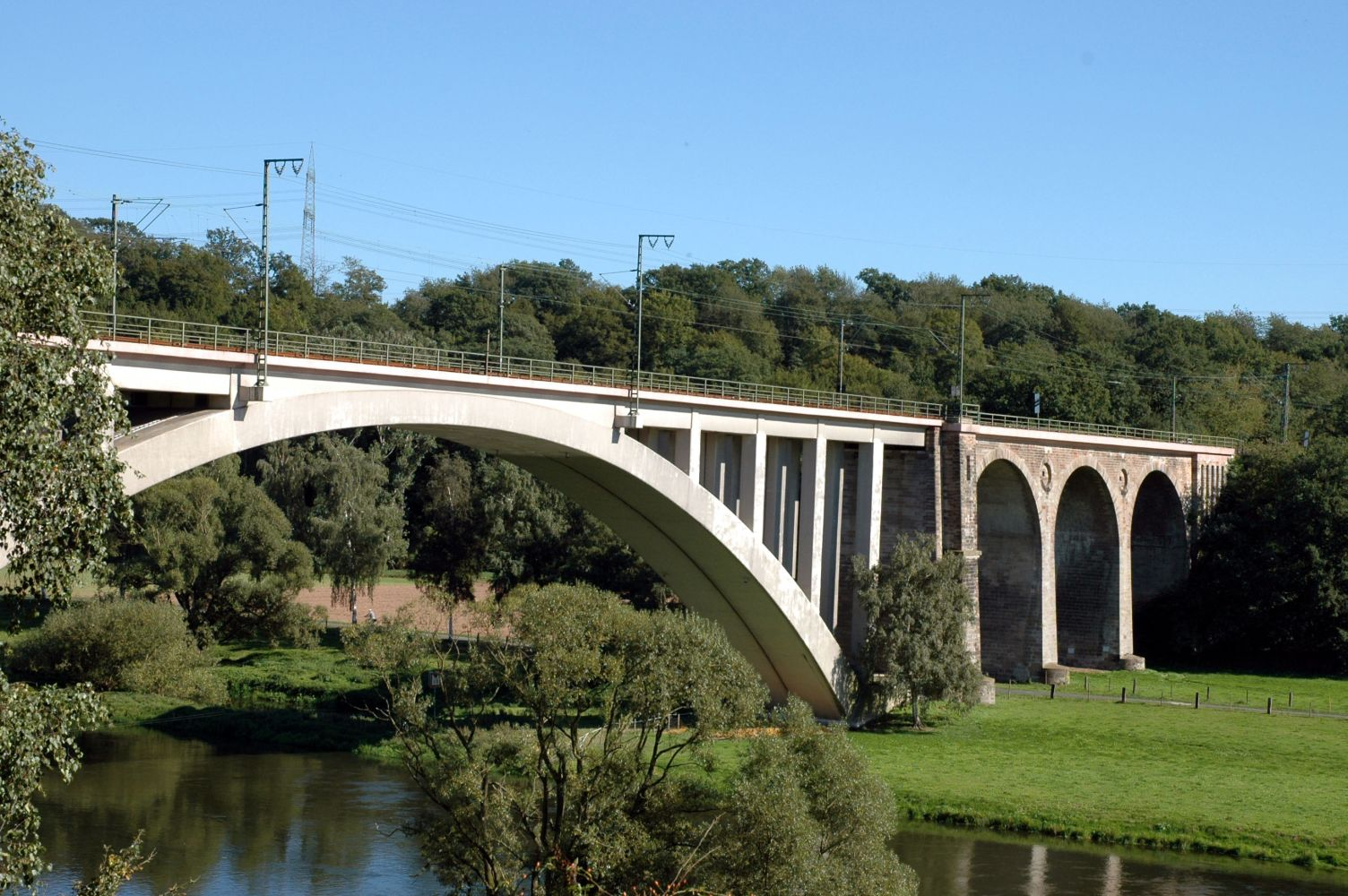
Viadotto sul fiume Fulda presso Baunatal-Guntershausen

Oggi è utilizzata da varie linee  InterCity.

## Percorso
|  | Straight track |

|  | Junction both to and from left |

|  | Station on track |

| Unknown route-map component "STR+l" | Unknown route-map component "ABZgr" |

| Unknown route-map component "KRZu" | Unknown route-map component "ABZgr" |

| One way leftward | Unknown route-map component "ABZg+r" |

|  | Stop on track |

|  | Station on track |

|  | Underbridge |

|  | Station on track |

|  | Station on track |

|  | Unknown route-map component "KRZu" |

|  | Enter and exit tunnel |

|  | Unknown route-map component "hKRZWae" |

|  | Station on track |

|  | Unknown route-map component "ABZgr" |

|  | Unknown route-map component "eABZgl" |

|  | Unknown route-map component "hSTRae" |

|  | Stop on track |

|  | Unknown route-map component "eKRZu" |

|  | Unknown route-map component "hKRZWae" |

|  | Station on track |

|  | Unknown route-map component "hSTRae" |

|  | Unknown route-map component "eHST" |

|  | Stop on track |

|  | Unknown route-map component "hKRZWae" |

|  | Station on track |

|  | Enter and exit tunnel |

|  | Station on track |

|  | Unknown route-map component "hKRZWae" |

|  | Unknown route-map component "ABZg+l" |

|  | Station on track |

|  | Straight track |